# بيت الجرب (الحيمة الخارجية)

تعديل مصدري - تعديل

بيت الجرب هي إحدى قرى عزلة بني بجير بمديرية الحيمة الخارجية التابعة لمحافظة صنعاء، بلغ تعداد سكانها 66 نسمة حسب تعداد اليمن لعام 2004.